# Attaque de Tombouctou (2025)
Pour les articles homonymes, voir Combat de Tombouctou.
Guerre du Mali
Batailles
L’attaque de Tombouctou a lieu le 2 juin 2025 pendant la guerre du Mali. Elle est menée par le Groupe de soutien à l'islam et aux musulmans (GSIM) qui effectue une opération suicide sur plusieurs points de la ville de Tombouctou.

## Déroulement
Le 2 juin 2025, vers 10 heures du matin, les djihadistes du Groupe de soutien à l'islam et aux musulmans (GSIM) lancent une attaque sur plusieurs points de la ville de Tombouctou. Le camp militaire de Tombouctou est la cible d'une attaque-suicide menée par un véhicule piégé et assaillants parviennent à pénétrer à l'intérieur,,. L'aéroport de Tombouctou, où sont basés les mercenaires russes du Groupe Wagner,, essuie des tirs d'obus, mais ces derniers ne font pas de dégats. Trois postes de contrôle à différentes entrées du nord et de l'est de la ville, à Assadi, Ber et Arwen, sont également attaqués et deux d'entre eux sont pris par les djihadistes qui diffusent des images d'armes, d'équipements militaires et de pièces d'identité de soldats,.
Après les combats, l'armée malienne se félicite d'avoir « déjoué une tentative d'infiltration » du camp militaire, tandis que les djihadistes affirment avoir mené une opération suicide.

## Pertes
Selon l'armée malienne, le bilan est de « quatorze terroristes neutralisés, 31 présumés terroristes interpellés »,. Pour le journaliste Wassim Nasr, six djihadistes sont tués lors de l'assaut sur le camp militaire. Les images de plusieurs cadavres de djihadistes et d'armes récupérées sont diffusées à la télévision. Une personne est également lynchée et son corps est brûlé par des habitants de la ville,.
Le Groupe de soutien à l'islam et aux musulmans revendique l'attaque et affirme avoir fait « des dizaines de morts et de blessés » parmi les militaires maliens.
Ni l'armée malienne ni le GSIM ne donnent de bilan sur leurs propres pertes.
Du côté des militaires maliens, l'AFP fait état d'au moins 30 tués et plusieurs autres portés disparus d'après une source sécuritaire à Bamako et d'au moins 60 tués selon les déclarations d'un élu local, sous couvert d’anonymat.